# Liste der Stolpersteine in Crostwitz
Der einzige Stolperstein in Crostwitz ist Annemarie Kreidl gewidmet, der 1918 unehelich geborenen Tochter einer jüdischen Mutter; sie wuchs bei sorbischen Adoptiveltern im Crostwitzer Ortsteil Horka auf und gehörte wie diese der katholischen Kirche an. Sie wurde im Jahr 1942 verhaftet und wahrscheinlich im Jahr darauf vom NS-Regime ermordet. Die Geschichte von Annemarie Kreidl, nach ihren Adoptiveltern Annemarie Schierz bzw. auf Sorbisch Hana Šěrcec genannt, ist Thema von „Židowka Hana“ („Jüdin Hana“), der 1963 erschienenen ersten Erzählung des  ebenfalls aus Horka stammenden Schriftstellers Jurij Koch.
Stolpersteine werden vom Kölner Künstler Gunter Demnig in weiten Teilen Europas verlegt. Sie erinnern an das Schicksal der Menschen, die von den Nationalsozialisten ermordet, deportiert, vertrieben oder in den Suizid getrieben wurden, und liegen im Regelfall vor dem letzten selbstgewählten Wohnsitz des Opfers.
Der bislang einzige Stolperstein von Crostwitz (Crostwitzer Straße 17 im Ortsteil Horka) wurde am 12. September 2014 vom Künstler persönlich verlegt. Es handelt sich um den einzigen ausschließlich in sorbischer Sprache beschrifteten Stolperstein.

## Stolperstein
In Crostwitz wurde ein Stolperstein verlegt.
| Stolperstein                                    | Inschrift | Standort                | Name, Leben |
| ----------------------------------------------- | --- | ----------------------- | --- |
| Stolperstein für Annemarie Kreidl / Hana Šěrcec | TULE NARODŹI SO A BYDLEŠE ANNEMARIE KREIDL PŘIWZATA HANA ŠĚRCEC KATOLSKA SERBOWKA ŽIDOWSKEHO POCHADA LĚTNIK 1918 ZAJATA 1942 MORJENA 1943 | Crostwitzer Straße 17 · | Annemarie Kreidl / Hana Šěrcec übersetzt: Hier wurde geboren und wohnte // Annemarie Kreidl // angenommene [adoptierte] // Hana Šěrcec // katholische Sorbin // jüdischer Herkunft // Jahrgang 1918 // verhaftet 1942 // getötet 1943 |

## Verlegedatum
- 12. September 2014